# Conjuración de Venecia
La conjuración de Venecia de 1618 fue una confusa intriga diplomática entre la Monarquía Hispánica de Felipe III y la Serenísima República de Venecia, que condujo a una violenta revuelta contra los extranjeros al descubrirse (19 de mayo). Las fuentes italianas la denominan conjuración o conjura de Bedmar, nombre del embajador español.
Según las fuentes venecianas, el origen sería un complot de las autoridades de los dominios españoles en Italia: el virrey de Nápoles (el Duque de Osuna, asistido por Francisco de Quevedo), el gobernador de Milán (Marqués de Villafranca), junto con el embajador español ante la República (Marqués de Bedmar), que habrían manipulado a un grupo de mercenarios franceses asentados en Venecia (algunos de ellos hugonotes, de religión protestante) para provocar una situación que permitiera la intervención militar de la flota española presente en el Adriático, que acababa de vencer a la veneciana en la batalla de Ragusa. Los franceses terminaron asesinados en los tumultos o ejecutados judicialmente.
El hecho fue objeto de gran tratamiento propagandístico y literario, incluyéndose entre los temas de la llamada leyenda negra española.
Las fuentes españolas desplazan la responsabilidad de la manipulación a las autoridades venecianas, que querrían de este modo comprometerlas. De hecho, tras el escándalo, que incluyó un intento de asalto popular a la embajada española y la novelesca huida de Quevedo disfrazado de mendigo -que se libró de la muerte gracias a su dominio del dialecto veneciano-, se produjo la destitución de esos cargos, que los venecianos consideraban hostiles.

## Venecia, España y el equilibrio europeo
Las futuras relaciones entre Venecia y España fueron más cordiales, manteniéndose un equilibrio que garantizaba la independencia de Venecia, en una coyuntura en que la política pacifista mantenida durante el reinado de Felipe III (validazgo del Duque de Lerma) pasa a convertirse en más agresiva con la del Duque de Uceda tras el escándalo de la caída de Lerma (en el mismo año de 1618). El posterior reinado de Felipe IV intensificó la implicación de España en la guerra de los Treinta Años (1618-1648), en que la posición estratégica de Venecia en torno al Camino Español o Ruta de los Tercios era importante, así como la disputa de un enclave alpino próximo: el valle de la Valtelina (1620-1639). No obstante, la antigua potencia mediterránea había entrado en una irremisible decadencia, conectada con la crisis del siglo XVII y el desplazamiento definitivo del eje económico hacia el Atlántico. No volvió a haber grandes campañas navales como las que asociaron a España, Venecia y los Estados Pontificios en la Santa Liga (batalla de Lepanto de 1571), aunque sí escaramuzas localizadas.

## La conjuración de 1310
No debe confundirse con el Drama histórico en cinco actos y en prosa, de Martínez de la Rosa (1834) La conjuración de Venecia, año de 1310, basado en un hecho histórico medieval que tuvo lugar en ese año.
Así lo presentaba Mariano José de Larra en la reseña de su estreno (25 de abril de 1834):

El Gobierno aristocrático de Venecia, reducido a un corto número de familias patricias, debía dar lugar a conjuraciones continuas: el pueblo oprimido no podía menos de aspirar a reconquistar sus derechos usurpados; y el recelo y la desconfianza, inseparables compañeros de la injusticia y la tiranía, debían hacer cruel al poder. De aquí el atroz sistema inquisitorial, que ahogaba en el patíbulo, según la expresión del señor Martínez, las mismas quejas. Razones de alta política impelieron al embajador de Génova a proteger aquella famosa conspiración. Ábrese la escena en su casa, donde se reúnen los principales conjurados a convenir en los medios de derribar la tiranía oligárquica de Venecia, durante su famoso carnaval: la libertad y confusión de esta temporada de alegría y festividad parecen prestarse a las ocultas maquinaciones de los conjurados.

Así se refiere a su obra, sus motivos y fuentes, el propio Martínez de la Rosa:

De algunos años a esta parte, deseaba componer una obra dramática cuyo argumento fuese tomado de la historia de Venecia: la forma de gobierno de aquella república, la severidad de sus leyes, el rigor y el misterio de algunos de sus tribunales, me han parecido siempre muy propios para una composición de esta clase, capaces de despertar vivo interés y de acalorar fácilmente la fantasía. Al fin me determiné a poner manos a la obra; y ya resuelto a bosquejar una de las revoluciones de aquel estado, empecé por estudiar detenidamente su historia, valiéndome de la que escribió el conde Daru, profunda y completa, si bien sobrado difusa y prolija. Entre los grandes sucesos que presenta, me pareció preferible por varias razones la célebre conjuración acaecida en Venecia al comenzar el siglo decimocuarto: fue tal vez la más grave y la que más influjo tuvo en la suerte ulterior de aquella república; no abortó antes de tiempo, como la atribuida al marqués de Bedmar y otras; su malogro consolidó por siglos el poder de un corto número de familias; y desde aquella época puede decirse que empezó para Venecia una nueva era. La clase de personas que tramaron la conjuración, su misma importancia, los motivos que la excitaron, su fin pronto y sangriento, todo parecía brindarse a una composición dramática; tanto más, cuanto nunca se ha presentado este argumento en ningún teatro.

Da también la casualidad favorable de que no sólo han referido con alguna extensión este suceso los historiadores de Venecia, como Verdizzotti y otros, sino que existen unos documentos auténticos, sumamente preciosos, que dan de esta revolución una cabal idea. Tales son las cartas del mismo dux Gradénigo, escritas en aquellos días a los embajadores de la república y a los gobernadores de las provincias, dándoles cuenta de lo acaecido, en que él había tenido tanta parte; hallándose en la misma obra las sentencias de los reos y muchas circunstancias notables.